# Kevin Gage (Schauspieler)
Kevin Gage (* 26. Mai 1959 in Wisconsin als Kevin Gaede) ist ein US-amerikanischer Schauspieler, der vor allem durch seine Rolle im Film Heat bekannt wurde.

## Leben
Kevin Gage wurde am 26. Mai 1959 im nördlichen Wisconsin geboren, wo er auch die meiste Zeit seiner Jugend verbrachte. An seinem achtzehnten Geburtstag schloss er die örtliche Highschool erfolgreich ab.
Als er drei Jahre später in Los Angeles Arbeit suchte, kam er dort in Kontakt mit einer Schauspielagentin. Parallel zum Besuch einer Schauspielschule spielte er in ersten Low-Budget-Filmen. In dieser Phase lernte er auch seine spätere Frau Kelly Preston kennen, mit der er von 1985 bis 1987 verheiratet war.
Seine erste bedeutende Rolle war 1995 die des Waingro im Film Heat. Weitere Rollen in bekannten Filmen, wie zum Beispiel Die Akte Jane, Con Air und Blow, folgten.
Am 29. September 2003 musste Gage eine 41-monatige Gefängnisstrafe antreten, da er illegal Marihuana angebaut hatte. Am 21. September 2005 wurde er vorzeitig entlassen.
Seit dem 26. März 2006 war er mit Shannon Perris-Knight verheiratet, die im Jahre 2014 an einem Gehirntumor starb.

## Filmografie (Auswahl)
- 1986: Space Camp (SpaceCamp)
- 1989: Meine teuflischen Nachbarn (The ’Burbs)
- 1995: Renegade – Gnadenlose Jagd (Renegade)
- 1995: Heat
- 1997: Con Air
- 1997: Die Akte Jane (G.I. Jane)
- 1998: Dee Snider’s Strangeland (Strangeland)
- 1998: Point Blank - Over and Out (Point Blank)
- 2001: Knockaround Guys
- 2001: Blow
- 2002: Firefly – Der Aufbruch der Serenity (Firefly, 1 Episode)
- 2003: Smallville (Fernsehserie, 1 Episode)
- 2004: Paparazzi
- 2005: Chaos
- 2006: CSI: Miami (Fernsehserie, 1 Episode)
- 2007: Big Stan
- 2008: Amusement
- 2009: La Linea – The Line (La Linea)
- 2009: Kill Theory
- 2009: Laid to Rest
- 2010: The Killing Jar
- 2010: Happiness Runs
- 2010: Chasing 3000
- 2013: American Girls
- 2014: Fear Clinic
- 2014: 7 Minutes
- 2014: Sons of Anarchy (Fernsehserie, 1 Episode)
- 2015: Jurassic City
- 2016: My Father Die
- 2016: Misfortune
- 2016: Scorpion (Fernsehserie, 1 Episode)